# 高島野十郎
髙島 野十郎（たかしま やじゅうろう、1890年（明治23年）8月6日 - 1975年（昭和50年）9月17日）は、大正 - 昭和時代の画家。本名は彌壽（やじゅ）、字は光雄。東京帝国大学水産学科を首席卒業した後に独学で絵の道に入り、画壇との付き合いを避け、独身を貫いた。透徹した精神性でひたすら写実を追求し、隠者のような孤高の人生を送った。
生前はほぼ無名だったが、1986年に福岡県立美術館が初の回顧展が開かれ、再評価が進んだ。

## 経歴
福岡県御井郡合川村足穂（現・久留米市合川町）の醸造家である髙島善蔵・カツの六男二女の五男として生まれた。足穂尋常小学校、御井高等小学校を経て県立明善中学（27期生）に進む。長兄で詩人の宇朗が15期生、その無二の親友で画家の青木繁が19期生にいた。中学卒業後、東京美術学校進学を希望するも、家業を継がず詩作と禅修行に没頭した宇朗に懲りて父親に許されず、野十郎は地元第五高等学校（熊本市）を敬遠し、前年開校したばかりの第八高等学校（愛知県名古屋市）に進学した。初代校長はのちに文部省視学官、東京音楽学校長、女子学院院長等を歴任する大島義脩（当時38歳）であった。野十郎は第二乙類を選択、同校には動植物担当教授で“ハス博士”の大賀一郎がいた。1年のとき父善蔵が病死した。
卒業後は東京帝国大学農科大学水産学科（4期生）進学が決まっていた。『傷を負った自画像』は同大時代の作品とみられる。1916年（大正5年）7月に同大を首席で卒業するも、恩賜の銀時計授与を辞退、恩師からの金時計は受けたという。卒論は『魚の感覚』。2、3年大学に残り助手を務めた。翌1917年（大正6年）、母カツも病死。1921年（大正10年）9月、野十郎は初の個展を開き、『椿』『けし』等を展示。1924年（大正13年）、二度目の個展を催した。
1929年（昭和4年）、兄弟らの援助で北米を経由して欧州独・仏・伊へ旅立つ。ルネサンス期の独アルブレヒト・デューラーや伊レオナルド・ダ・ヴィンチ、仏ミレーなどに感銘を受けたとみられるが、本人によって語られた体験談の類は一切ない。1933年（昭和8年）に帰国した後は久留米の実家に戻り、酒蔵をアトリエとし「椿柑竹工房」と名付けた。1935年（昭和10年）に博多の中洲にあった生田菓子舗で滞欧作品展を開催し、67点を展示。翌年上京して北青山に住む。1937年（昭和12年）、1941年（昭和16年）と個展開催。太平洋戦争敗戦直前の1945年（昭和20年）5月、空襲により青山を焼け出され、福岡県八女郡豊岡村（現・八女市）の姉スエノを頼り、裏山の作業小屋をアトリエとする。
戦後1948年（昭和23年）に再び上京し、青山南町に知人の世話で住み着く。しかし昭和30年代に入り1964年東京オリンピックに伴う道路拡張計画に巻き込まれ都内のアパートを転々とし、1960年（昭和35年）に千葉県柏市増尾にアトリエを設ける。古希老人の独り暮らしであった。水道も電気・ガスも通じていない、9坪ほどの小屋であったが、静かな一帯に満足した高島は「ここはパラダイスだ」と来訪した姪に語った。この頃の柏はまだ森や田畑が多く残り、夜は暗く、高島は好んで月を画題とし、「月ではなく闇を描いている」とも語っていた。
これと前後してささやかな個展を開く一方、東北、秩父、小豆島、京都、奈良など各地を放浪、増尾のアトリエも立ち退きを余儀なくされるが、1971年（昭和46年）1月に同地の知人伊藤家屋敷内のアトリエに落ち着く。傘寿を過ぎていた。
1975年（昭和50年）に入り体調を崩して病床につき、6月に柏市の田中農協病院へ入院。翌月に退院した後、同じ千葉県の野田市にある特別養護老人ホーム鶴寿園に入所するも、病魔に勝てず9月、心不全で死去。享年86。海福寺 (野田市)で葬儀。同じ千葉県内の市川市立霊園に五輪塔が建立され、「不娶 寡欲 画道専一」と刻印されている。上記の伊藤家住宅は伝統的な農家として国の登録有形文化財となっており、アトリエ跡地に「高島野十郎終焉の地」というパネルが設けられている。また、1988年（昭和63年）、目黒区美術館（東京都）の野十郎展開催に合わせ、久留米市山本町耳納の曹洞宗観興寺に野十郎碑が建てられた。
野十郎は日頃ボロ着でも、町へ出るときは洗練された紳士の服装であったという。これは盃一杯の米も無駄にせず、着物は絹物は一生身につけずに木綿で通したが、最上の黄染めの反物を村一番の織り手に織らせて晴れ着とする凝った趣味の持ち主であった父善蔵の衣装哲学を受け継いだものといえよう。
仏教への信心が篤く、臨済宗から真言宗に親しみ、空海の『秘密曼陀羅十住心論』を座右の銘とした。枕元にあった遺稿（ノート）によると、「生まれたときから散々に染め込まれた思想や習慣を洗ひ落とせば落とす程写実は深くなる。写実の遂及とは何もかも洗ひ落として生まれる前の裸になる事、その事である」と深い精神性を湛えた独特の写実観を示している。「花も散り世はこともなくひたすらにたゞあかあかと陽は照りてあり」とノート最終頁に綴られていたという。

## 没後の脚光
1980年（昭和55年）に福岡県立美術館で「近代洋画と福岡展」が開催、同県出身の有名画家に混じり無名の野十郎の作品1点『すいれんの池』が日本ゴム株式会社の出品によって展示された。当時新人学芸員の西本匡伸はこの絵に強烈な印象を覚え、高島の生家や親族・知人を回って散逸した作品76点を集め、1986年（昭和61年）秋、同館にて「高島野十郎展」を開催して注目を集めた。その後、NHK『日曜美術館』で放映され全国的に知られるようになり、晩年を過ごした柏市（2003年）のほか、東京都三鷹市（2006年）などでも展覧会が開かれ、同年のテレビ東京、2008年（平成20年）には再度NHKでも取り上げられて俄然脚光を浴びるに至った。
和太鼓奏者の林英哲は野十郎に深い共感を抱き、2000年に彼をテーマにした組曲『光を蒔く人』を作曲している。

## 主な作品
- 『絡子をかけたる自画像』油彩・画布 1920年 福岡県立美術館蔵
- 『古池』油彩・画布 1945-47年 個人蔵
- 『さくら』油彩・画布 1948年以降 福岡県立美術館蔵 - 布施弁天東海寺 (柏市)本堂と桜を描く[1]。
- 『すいれんの池』油彩・画布 1949年 福岡県立美術館蔵 - 高島家の縁者で日本ゴム株式会社（現・アサヒシューズ株式会社）社長永田清の求めで制作された作品。かつては久留米の同社クラブハウスの壁を飾っていた。取材場所は新宿御苑。現在確認されている野十郎作品のなかで最も大きい（89.0x129.9cm）。
- 『からすうり』油彩・画布 制作年不詳 個人蔵
- 『菜の花』油彩・画布 昭和40年頃 法人蔵
- 『雨 法隆寺塔』油彩・画布 昭和40年頃 個人蔵 - 盗難に遭った4年後、床下に隠されていたのを発見された。表面・裏面とも図柄が解らないほどカビに覆われ、木枠は完全に性が抜け、年輪の冬材部分のみが残っている状態だった。しかし、絵の具層の固着は良好で劣化は殆ど認められなかった。汚れやカビを除去する溶剤にも、絵の具は溶けなかった。木枠が腐ったにも関わらず、キャンバスの亜麻布が丈夫だったのは、絵にワニスが分厚く塗られてからである。絵の裏にも淡緑色の塗料（油性と思われる）が丹念に塗られていた為、表面のワニスを削っただけでほぼ修復できたといわれる。その後、所有者の家で火事に遭い、画面の上半分が煤けてしまったが、被害は前回より軽くすんだ。髙島の絵に対する執念が分かる一品。
- 『壷とりんご』油彩・画布 制作年不詳 個人蔵
- 『蝋燭』 - 画業初期から晩年まで描き続けられた連作。「気に入らなければ焚き付けに」と、髙島が菓子折り代わりに周囲に配っていたとされる。久世光彦は目黒でこの内の一点を見て「唸っている」と評した。
- 『月』 - 連作。深緑の夜空に、満月の光がしみ出すように溢れている。余計なもの一切をそぎ落とし、光と闇が拮抗した野十郎の最終的な到達点を示した作品。

## 参考図書
- 多田茂治『野十郎の炎』弦書房、2006年6月、ISBN 978-4-9021-1659-5
- 川崎浹『過激な隠遁 髙島野十郎評伝』求龍堂、2008年8月、ISBN 978-4-7630-0818-3

画集・図録
- 西本匡伸 浅倉祐一郎 江端和彦編集『没後30年 髙島野十郎展』朝日新聞社発行、2005年12月
- 西本匡伸・川崎浹 監修『髙島野十郎画集―作品と遺稿』求龍堂、2008年3月、ISBN 978-4-7630-0731-5
- 西本匡伸・川崎浹 ほか『髙島野十郎―里帰り展』石橋美術館、2011年7月